# 馮顥 (東漢)
冯颢（?—?），一作冯灏，字叔宰，郪县（今四川省射洪市西南）人。东汉经学家。
冯颢开始为成都县令，他曾经拜杨仲桓、张超、虞叔雅为师，晚年为了躲避梁冀专权，隐居作《易章句》，怡然终老。他的《易章句》无传，生平事迹见《华阳国志》。《两汉三国学案》认为他是汉《易》孟氏学派。冯颢又作《刺奢说》。